# Филип Кристоф фон Бройнер
Филип Кристоф фон Бройнер (на немски: Philipp Christoph von Breuner; *1643; † 5 април 1708, Виена) е граф от австрийския род Бройнер, господар на Аспарн ан дер Цая в Долна Австрия и генерал-фелдцойг-майстер.

## Произход
Той е син (от 19 деца) на Зигфрид Леонхард фон Бройнер (1589/91 – 1666) и четвъртата му съпруга фрайин Анастасия Тойфел фон Гунтерсдорф († 1646). Брат е на Франц Антон (1644 – 1668) е рицар на Малтийския орден. Внук е на Зайфрид Кристоф фон Бройнер „Стари“, граф на Аспарн, фрайхер на Щюбинг (1569 – 1651), съветник на три императора, и първата му съпруга фрайин Анна Мария Елизабет фон Харах-Рорау (1564 – 1624), дъщеря на граф Леонхард V фон Харах-Рорау (1542 – 1597) и графиня Мария Якоба фон Хоенцолерн-Зигмаринген († 1578).
Баща му се жени още два пъти през 1648 и ок. 1654 г. и е по-малък полубрат е на Зигмунд Франц (* 1627), минорит, и граф Ернст Фридрих (1634 – 1681).
Дядо му Зайфрид купува през 1610 г. господството Анспарн за 145 000 гулден, построява двореца там за своя главна резиденция и основава миноритски манастир. Фамилията изчезва през 1716 г.

## Фамилия
Филип Кристоф фон Бройнер се жени през август 1676 или 1680 г. в Бреслау за Елизабет Филипина фон Шаумбург-Липе (* 5 октомври 1652, Бюкебург; † 2 април 1703, крепост Шпилберг, Бърно, Моравия), дъщеря на граф Филип фон Шаумбург-Липе-Алвердисен (1601 – 1681) и ландграфиня София фон Хесен-Касел (1615 – 1670), дъщеря на ландграф Мориц фон Хесен-Касел и втората му съпруга Юлиана фон Насау-Диленбург. Те нямат деца.